# Železobetonový strop

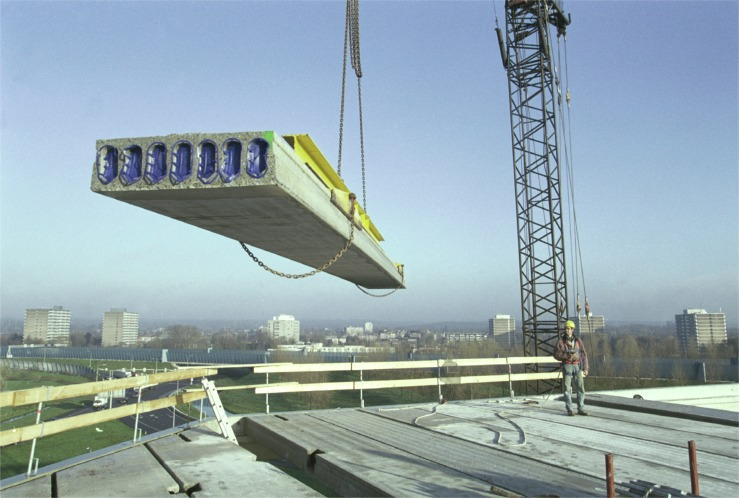
Prefabrikovaný stropní díl z předpjatého betonu

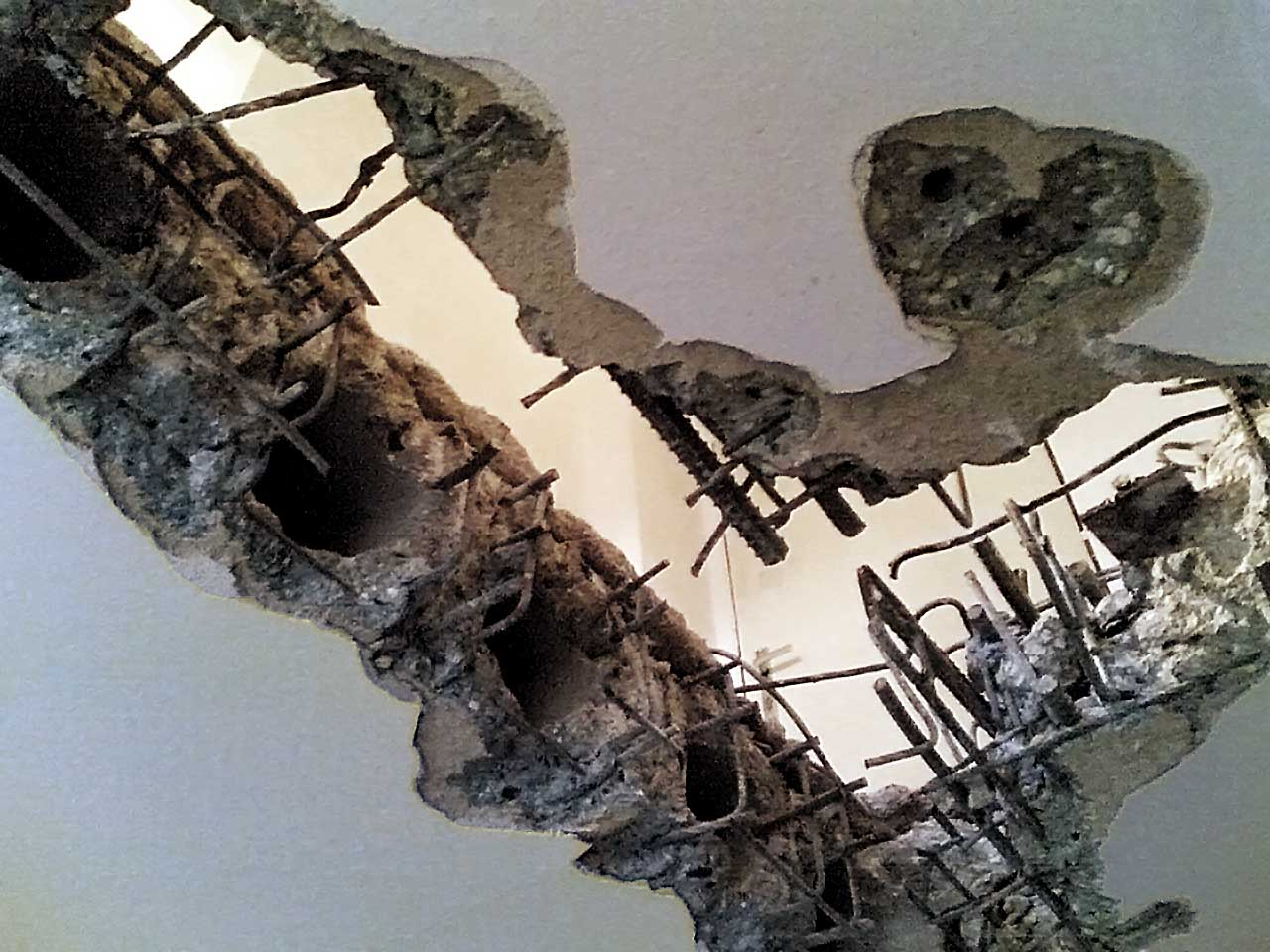
Prolomená železobetonová stropní konstrukce tvořená montovaným způsobem (pohled zespodu)

Železobetonový strop (nebo železobetonová stropní konstrukce) je vodorovná konstrukce, která dělí po výšce objekt na jednotlivá podlaží. Tato konstrukce by měla zajišťovat funkci jak statickou, tak akustickou, protipožární a tepelnětechnickou. Strop se skládá z nosné konstrukce stropu, podlahové konstrukce a někdy též z konstrukce podhledu. Jeho funkce je vytvářet únosnou konstrukci a zajišťovat přenos všech zatížení, které na něj působí, do svislých nosných konstrukcí.
Nosná část je tvořena ze železobetonu, který určuje její vlastnosti, především stabilitu, únosnost, nehořlavost a u železobetonu téměř neomezenou trvanlivost.

## Rozdělení
- monolitické železobetonové stropy – konstrukce je vybetonována do bednění přímo do svého místa na stavbě
- montované železobetonové stropy – výhody montovaných železobetonových konstrukcí jsou dnes už ověřené, a proto se montované stropní konstrukce používají v čím dál větší míře.
- prefabrikované stropní konstrukce – na stavbě se skládají (montují) z předem vyrobených dílců. Ty se navzájem stykují a jejich armatury svařují.
- prefa-monolitické železobetonové stropní konstrukce – jsou tvořeny železobetonovými prefabrikovanými deskami nebo nosníky s vložkami, na které se vybetonuje monolitická deska. Po zatvrdnutí dojde ke spřažení (spojení) prefabrikované a monolitické části.

## Provedení
- trámové konstrukce – je tvořena železobetonovými trámy, mezi kterými je pnuta železobetonová deska.
- deskové konstrukce – nosnou konstrukci zde tvoří železobetonová deska, která je pnuta v jednom nebo více směrech. Deska pnutá v jednom směru je podepřena po celém obvodě (tuhými průvlaky nebo stěnami)